# Dasychira rana
Dasychira rana är en fjärilsart som beskrevs av Collenette 1932. Dasychira rana ingår i släktet Dasychira och familjen tofsspinnare. Inga underarter finns listade i Catalogue of Life.